# Powiat Inashiki
Powiat Inashiki (jap. 稲敷郡 Inashiki-gun) – powiat w Japonii, w prefekturze Ibaraki. Ma powierzchnię 182,30 km². W 2020 roku mieszkało w nim 71 386 osób, w 28 928 gospodarstwach domowych  (w 2010 roku 75 411 osób, w 27 246 gospodarstwach domowych) .

## Miejscowości i wsie
- Ami
- Kawachi
- Miho

## Historia[4]

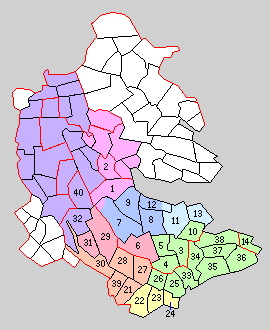
Powiat Inashiki (1889 r.)

- Powiat Inashiki powstał 1 kwietnia 1896 roku, został podzielony na 2 miejscowości i 29 wiosek (z części powiatów Shida i powiatu Kōchi)[5].
- 1 kwietnia 1899 – wioski Motoshinshima, Toyoshima i Kanaetsu z powiatu Katori zostały przeniesione do powiatu Inashiki. (2 miejscowości, 32 wioski)
- 1 sierpnia 1942 – w wyniku połączenia wiosek Genseida i Nagasao powstała wioska Mizuho (jap. 瑞穂村) (2 miejscowości, 31 wiosek)
- 27 maja 1945 – wioska Ami zdobyła status miejscowości. (3 miejscowości, 30 wiosek)
- 1 sierpnia 1949 – wioska Genseida wydzieliła się z części wioski Mizuho. (3 miejscowości, 31 wiosek)
- 3 listopada 1950 – wioska Mizuho zmieniła nazwę na Nagasao.
- 1 stycznia 1954 – wioska Ushiku zdobyła status miejscowości. (4 miejscowości, 30 wiosek)
- 20 marca 1954 – w wyniku połączenia miejscowości Ryūgasaki z wioskami Nareshiba, Ōmiya, Yabara i Nagato oraz Kawarashiro i Kitamonma (dwóch z powiatu Kitasōma) powstało miasto Ryūgasaki. (3 miejscowości, 26 wiosek)
- 1 kwietnia 1954 – miejscowość Ushiku powiększyła się o teren wsi Okada. (3 miejscowości, 25 wiosek)
- 3 listopada 1954 – miejscowość Edosaki powiększyła się o teren wiosek Kimiga, Numasato, Hatosaki i Takada. (3 miejscowości, 21 wiosek)
- 5 stycznia 1955 – w wyniku połączenia wiosek Toyoshima, Motoshinshima i Isaki powstała wioska Azuma. (3 miejscowości, 19 wiosek)
- 10 lutego 1955 – miejscowość Ushiku powiększyła się o teren wsi Okuno. (3 miejscowości, 18 wiosek)
- 1 kwietnia 1955: (3 miejscowości, 12 wiosek)
  - w wyniku połączenia wiosek Nemoto, Shibasaki i Ōta powstała wioska Shintone.
  - w wyniku połączenia wiosek Futto i Ukishima powstała wioska Sakuragawa.
  - miejscowość Ami powiększyła się o teren wiosek Asahi i Kimihara.
  - w wyniku połączenia wiosek Kihara, Anjū i części wsi Funashima powstała wioska Kasumi (jap. 霞), która tego samego dnia zmieniła nazwę na Miho.
- 20 kwietnia 1955 – pozostała część wsi Funashima została dołączona do miejscowości Ami. (3 miejscowości, 11 wiosek)
- 3 maja 1955 – w wyniku połączenia wiosek Manaita, Genseida i Nagasao powstała wioska Kawachi. (3 miejscowości, 9 wiosek)
- 1 stycznia 1956 – część wioski zostaje włączona do miejscowości Sakae z powiatu Inba.
- 30 września 1956 – wioska Sakuragawa powiększyła się o teren wsi Aba. (3 miejscowości, 8 wiosek)
- 15 lutego 1958 – wioska Kawachi powiększyła się o teren wsi Kanaetsu. (3 miejscowości, 7 wiosek)
- 20 lutego 1958 – wioska Azuma powiększyła się o teren wsi Ōsuka. (3 miejscowości, 6 wiosek)
- 1 stycznia 1983 – wioska Kukizaki zdobyła status miejscowości. (4 miejscowości, 5 wiosek)
- 1 czerwca 1986 – miejscowość Ushiku zdobyła status miasta. (3 miejscowości, 5 wiosek)
- 1 czerwca 1996: (5 miejscowości, 3 wioski)
  - wioska Shintone zdobyła status miejscowości.
  - wioska Kawachi zdobyła status miejscowości.
- 1 września 1996 – wioska Azuma zdobyła status miejscowości. (6 miejscowości, 2 wioski)
- 1 listopada 2002 – miejscowość Kukizaki została włączona w teren miasta Tsukuba. (5 miejscowości, 2 wioski)
- 22 marca 2005 – miejscowości Azuma, Edosaki i Shintone oraz wioska Sakuragawa połączyły się tworząc nowe miasto Inashiki. (2 miejscowości, 1 wioska)[6]